# Анинишу дин Деал (Горж)
Анинишу дин Деал (рум. Aninișu din Deal) насеље је у Румунији у округу Горж у општини Красна. Oпштина се налази на надморској висини од 509 m.

## Становништво
Према подацима из 2002. године у насељу је живело 280 становника, од којих су сви румунске националности.